# Sibirskij tsirjulnik
Sibirskij tsirjulnik (russisk: Сибирский цирюльник, da.: Den sibiriske barber) er en russisk spillefilm fra 1998 instrueret af Nikita Mikhalkov.

## Medvirkende
- Julia Ormond – Jane Callahan-McCracken
- Richard Harris – Douglas McCracken
- Oleg Mensjikov – Andrej Tolstoj / Andrew McCracken
- Aleksej Petrenko – Radlov
- Marina Nejolova
- Leonid Kuravljov